# ترجمة لدى حقيقيات النوى
الترجمة لدى حقيقيات النوى هي العملية البيولوجية التي تقوم فيها حقيقيات النوى بترجمة الرنا الرسول إلى بروتين، وتتكون من أربع مراحل: بدء الترجمة، التطويل، الإنهاء، وتنظيم وتعديل الترجمة.

## البدء

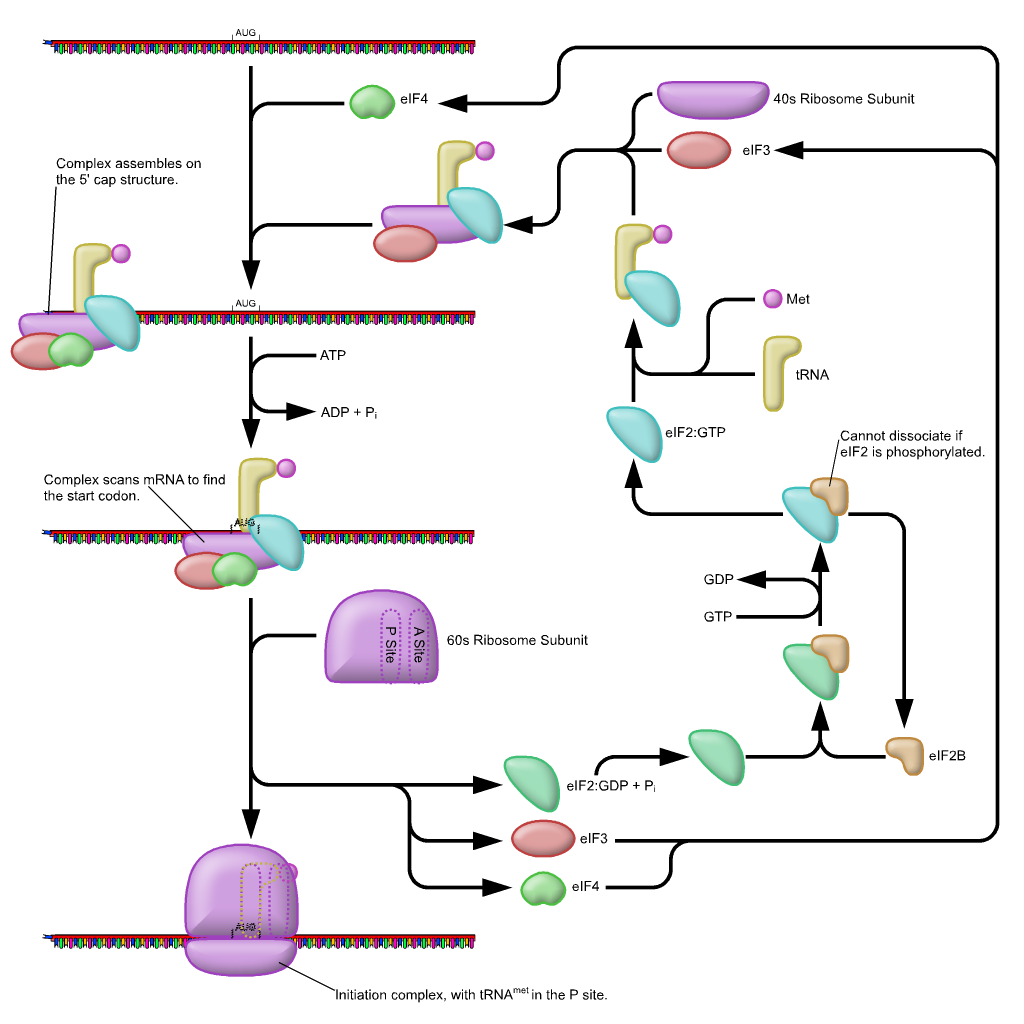
عملية بدء الترجمة لدى حقيقيات النوى

بدء الترجمة هو العملية التي يرتبط خلالها الريبوسوم والعوامل المتعلقة به بالرنا الرسول، ويتم تجميعها عند كودون البدء. وينقسم إلى نوعين: بدء معتمد على القبعة وفيه يرتبط الريبوسوم بالقبعة 5' ثم يتحرك نحو كودون البدء، وبدء مستقل عن القبعة وفيه لا يرتبط الريبوسوم بالقبعة ويرتبط بموقع بدء الترجمة مباشرة بمساعدة عوامل خلوية.

## البدء المعتمد على القبعة
عادة ما يتطلب بدء الترجمة تآثر بعض البروتينات المفتاحية -عوامل البدء- مع نوكليوتيد خاص في النهاية 5' للرنا الرسول يسمى القبعة 5' وكذلك تآثرها مع المنطقة غير المتجمة 5'. ترتبط عوامل البدء بالوحدة الفرعية الريبوسومية الصغيرة (40S) [الإنجليزية] وتلعب دورا في منع الوحدة الفرعية الريبوسومية الكبيرة (60S) [الإنجليزية] من الارتباط الاعتباطي. يتآثر eIF3 كذلك مع معقد eIF4F الذي يتكون من ثلاث عوامل بدء ترجمة هي: eIF4A وeIF4E وeIF4G.المعقد eIF4G هو بروتين سقالة يرتبط مباشرة مع eIF3 وبروتينين آخرين. eIF4E هو البروتين الذي يرتبط بالقعبة، وعادة ما يُعتبر ارتباطه بالقبعة خطوة محددة لمعدل عملية البدء المعتمد على القبعة وتنظيم تراكيز eIF4E أساسي في تنظيم الترجمة. تقص بعض الفيروسات نطاقا من eIF4G والذي يرتبط بـ eIF4E وبالتالي تمنع الترجمة المعتمدة على القبعة للاستيلاء على ماكينة الترجمة الخاصة بالمضيف لترجمة جزيئات الرنا الرسول الخاصة بها بطريقة مستقلة عن القبعة. eIF4A هو هليكاز رنا معتمد على الـATP يساعد الريبوسوم في فك بعض البُنى الثانوية الموجودة في الرنا الرسول.

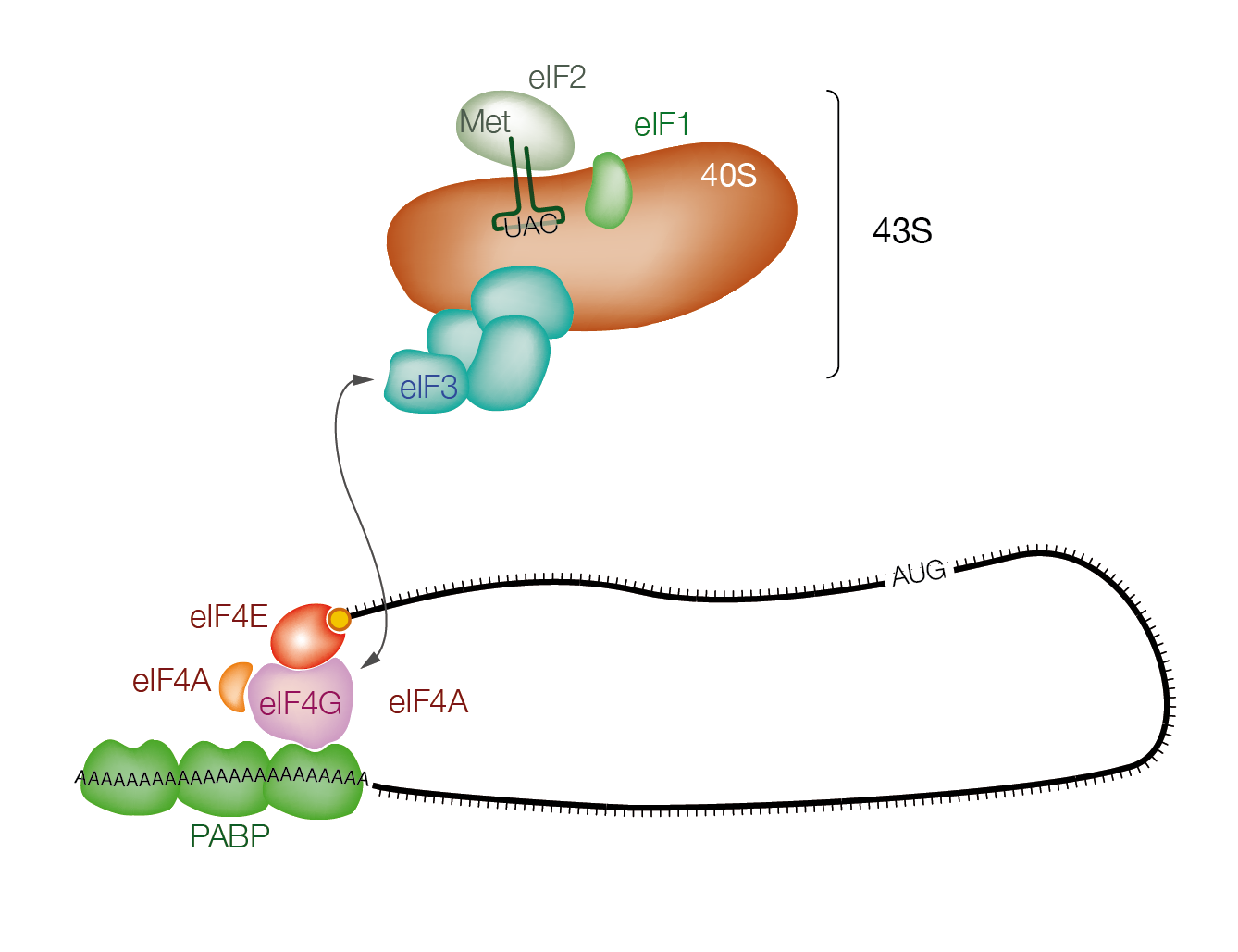
بعض مركبات البروتين التي لها دور في عملية البدء.

يرتبط البروتين المرتبط بعديد الأدينين مع معقد eIF4F كذلك عبر الارتباط بـ eIF4G كما يرتبط بذيل عديد الأدينين الخاص بمعظم جزيئات رنا حقيقيات النوى. لهذا البروتين دور في جعل الرنا الرسول على شكل حلقة أثناء الترجمة. يرافق معقد  قبل بدء الترجمة 43S [الإنجليزية] هذا عوامل بروتينية أخرى تتحرك على طول سلسلة الرنا الرسول نحو النهاية 3' في عملية تسمى «المسح» للوصول إلى كودون البدء (عادة AUG). لدى حقيقيات النوى والعتائق الحمض الأميني المشفر بكودون البدء هو ميثيونين. يُستقدم الرنا الناقل البادئ الحامل للميثيونين (Met-tRNAiMet) إلى الموقع P [الإنجليزية] في الوحدة الريبوسومية الصغيرة بواسطة عامل بدء حقيقيات النوى 2 (eIF2). ويقوم بحلمأة ثلاثي فوسفات الغوانوزين (GTP) والتأشير من أجل فك ارتباط عدة عوامل من الوحدة الريبوسومية الصغيرة، هو ما يقود في النهاية إلى ارتباط الوحدة الريبوسومية الكبيرة (60S). بعدها يشرع الريبوسوم الكامل (80S [الإنجليزية]) في عملية التطويل.
تنظيم تخليق البروتين يتأثر جزئيا بواسطة فسفرة eIF2 (عبر الوحدة الفرعية α)، وهو جزء من المعقد الرابعي eIF2-ثلاثي فوسفات الغوانوزين- الرنا الناقل للميثونين البادئ (eIF2-TC). حين يُفسفر [الإنجليزية] عدد كبير من بروتينات eIF2 تتثبط عملية الترجمة، ويحدث ذلك في حالة عوز الأحماض الأمينية أو بعد الإصابة الفيروسية. مع ذلك، جزء صغير من عامل البدء هذا يُفسفر طبيعيا. يرتبط عامل منظم آخر هو 4EBP بعامل البدء eIF4E ويثبط تآثراته مع eIF4G وبالتالي يمنع البدء المعتمد على القبعة. لمناهضة ومعاكسة تأثير 4EBP، تقوم عوامل النمو بفسفرته وهو ما يخفض ألفته لـeIF4E وبالتالي يسمح بترجمة البروتين. مع أن تخليق البروتين منظم بشكل عام عبر تنظيم التعبير عن عوامل البدء الأساسية وكذلك عدد الريبوسومات، يمكن أن يكون لجزيئات الرنا المفردة معدلات ترجمة مختلفة بسبب تواجد عناصر تسلسلات منظمة. وتم إثبات أن هذه العناصر مهمة في مختلف الحالات ومنها الانقسام المنصف لدى الخميرة واستجابة الإيثيلين لدى النبات. فضلا عن ذلك، تقترح أبحاث حديثة على الخميرة والبشر أن التطور التباعدي في العناصر المنطمة-مقرون [الإنجليزية] يمكن أن يؤثر على تنظيم الترجمة. هليكازات الرنا مثل DHX29 وDDX3X يمكن أن تشارك في عملية بدء الترجمة خاصة بالنسبة لجزيئات الرنا التي تملك منطقة غير مترجمة 5' مليئة بالبنى الثانوية.

## البدء المستقل عن القبعة
أفضل مثال مدروس لبدء الترجمة المستقل عن القبعة لدى حقيقيات النوى هو موقع دخول الريبوسوم الداخلي [الإنجليزية] (IRES). على عكس الترجمة المعتمدة على القبعة، لا تتطلب الترجمة المستقلة عن القبعة التآثر مع القبعة 5' لبدء عملية المسح من النهاية 5' الخاصة بالرنا الرسول حتى كودون البدء. يتموضع الريبوسوم في موقع البداية عبر الارتباط المباشر مع عوامل البدء و/أو العوامل المفروقة المتآثرة مع إريس (ITAFs) ولا يحتاج إلى مسح كامل المنطقة غير المترجمة 5' للبحث على كودون البدء. طريقة الترجمة هذه مهمة في الظروف التي تتطلب ترجمة جزيئات رنا رسول محددة أثناء الإجهاد الخلوي عندما يتم تخفيض معدل الترجمة الإجمالي. من الأمثلة على هذا النوع من بدء الترجمة: عوامل الاستجابة للاستماتة وعوامل الاستجابات المحدثة بسبب الإجهاد.